# Xenorophidae
Xenorophidae es una familia extinta de cetáceos odontocetos que son conocidos de estratos del período Oligoceno del sureste de Estados Unidos. Los géneros conocidos de los xenorófidos incluyen a Albertocetus, Archaeodelphis, Cotylocara y a Xenorophus.